# Павол Пашка
Павол Пашка (словац. Pavol Paška; нар. 28 лютого 1953, Кошиці, Чехословаччина) — словацький державний і політичний діяч, один з лідерів лівоцентристської політичної партії «Курс — соціальна демократія». Двічі обирався спікером Народної Ради Словацької Республіки (з 4 липня 2006 до 8 липня 2010 та з 4 квітня 2012 до 17 листопада 2014).

## Біографія
Народився в Чехословаччині. До 1985 вивчав філософію і естетику в братиславському Університеті Коменського. Працював в міській адміністрації м. Кошиці. З 1992 зайнявся власним бізнесом.
Один із засновників лівоцентристської політичної партії «Курс (третій шлях)» (з 2005 — «Курс — соціальна демократія»). На парламентських виборах 2002 року вперше отримав мандат депутата парламенту від своєї партії.
Перебуваючи в Народній Раді Словацької Республіки, з 2004 виконував обов'язки голови комісії у закордонних справах. У 2006 був переобраний в парламент, в липні того ж року депутатами нової правлячої коаліції (Курс — соціальна демократія, Народна партія — Рух за демократичну Словаччину, Словацька національна партія) був обраний на посаду голови Національної Ради Словацької Республіки.
Одночасно виконував обов'язки голови конференції керівників парламентів держав-членів Європарламенту.
У липні 2010 був переобраний, на посаді спікера Народної Ради Словацької республіки його змінив Ріхард Сулик.
Зберігав за собою депутатський мандат і на наступних парламентських виборах у Словаччині в 2010 і 2012 роках.
4 квітня 2012 вдруге був обраний головою Національної Ради Словацької Республіки, обіймав посаду до 17 листопада 2014.